# Serranas
Les serranas sont un palo flamenco qui serait originaire de la région de Ronda, bien que Cordoue revendique sa paternité.

## Présentation
À l'origine, les serranas sont un genre de chant paysan du folklore populaire andalou. Elles maintiennent encore leur air primitif et champêtre original, bien qu'elles aient acquis un caractère de chant quand quelques chanteurs du XIXe siècle les ont "aflamenquées" (mises en forme de flamenco). La plus connue d'entre elles est El Sota, qui fut enseignée à Antonio Chacón.
Aujourd'hui, elles sont interprétées accompagnées à la guitare et avec un compás de seguiriya, de même que la liviana, a qui elles étaient unies traditionnellement. La forme rythmique  est celle de la seguidilla castillane, à laquelle s'ajoute habituellement un tristique avec le même rythme. C'est un chant difficile, qui exige des facultés et une voix harmonieuse, car il faut élargir et tempérer les "tercios". C'est un palo qui appartient au Cante Jondo selon la définition du dictionnaire de l'Académie royale espagnole.
Le Concours national de cante (chant) pour serranas se tient en août dans la localité de Prado del Rey (province de Cadix).